# Джейн де Глен
Джейн де Ґлен (англ. Jane Erin Emmet de Glehn; до шлюбу — Еммет, англ. Jane Erin Emmet; 1873, Нью-Рошелл — 20 лютого 1961, Нью-Йорк) — американська художниця.

## Біографія
Народилася у 1873 році в місті Нью-Рошелл, штат Нью-Йорк, в родині купця Вільяма Еммета (англ. William Jenkins Emmet) і ілюстраторки Джулії Пірсон (англ. Julia Colt Pierson) наймолодшою дитиною із 10 братів і сестер.
Навчання живопису почала в Лізі студентів-художників Нью-Йорка у Вільяма Макмонніса. Потім подорожувала Європою, знайомилася з роботами відомих художників і продовжувала навчання. 
На відміну від своєї сестри Лідії Еммет, Джейн не була настільки плідною художницею, але її роботи теж показувалися на виставках. У 1930-х і 1940-х роках вона мала власну студію в Нью-Йорку. Після смерті чоловіка в 1951 році, Джейн Еммет виконала ряд портретів своїх рідних і найближчого оточення.
Померла 20 лютого 1961 року в Нью-Йорку.

### Особисте життя
Повернувшись з подорожі Європою в Америку, Джейн Еммет у 1904 році одружилася з англійським художником-імпресіоністом Вілфрідом де Гленом. Медовий місяць провели в графстві Корнуолл, Англія, потім відпочивали в Парижі і Венеції і придбали будинок в Лондоні. В Англії Джейн де Глен продовжувала писати і виставляти свої роботи в Королівській академії мистецтв, в New English Art Club і Royal Hibernian Academy. Подружжя були друзями і частими супутниками американського художника Джона Сарджент, з яким Джейн познайомилася в 1890 році в компанії танцюристки Карменсіти (англ. Carmencita). Між 1905-1915 роками тріо художників часто писали портрети одне одного під час подорожі по Європі.
У січні 1915 року Джейн і Уілфрід були зараховані в штат британського госпіталю у Франції — Hôpital Temporaire d'Arc-en-Barrois, департамент Верхня Марна. Після повернення в наступному році в Англію, Вілфрід був мобілізований в діючу армію і відправлений на фронт в Італію, куди Джейн поїхала разом з ним. Після війни вони повернулися в Англію і протягом наступного десятиліття проводили літо в графстві Корнуолл, а зиму — у Франції. Дітей у них не було.

## Посилення
- Emmet Family Artists [Архівовано 3 березня 2018 у Wayback Machine.] (англ.)
- Jane Emmet de Glehn [Архівовано 3 березня 2018 у Wayback Machine.] (англ.)
- Emmet family papers, 1792—1989, bulk, 1851—1989 [Архівовано 13 вересня 2016 у Wayback Machine.] (англ.)

| Художник | Це незавершена стаття про художницю. Ви можете допомогти проєкту, виправивши або дописавши її. |